# Amalgaam

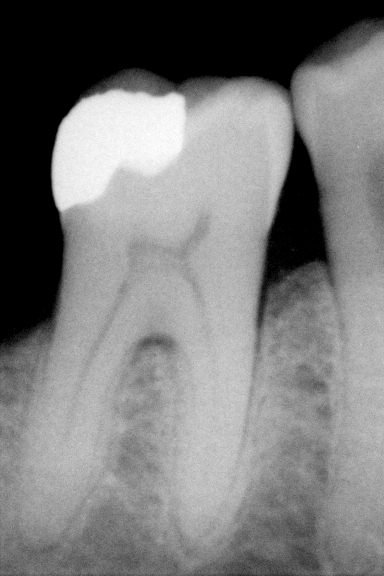
Röntgenfoto van tand met amalgaamvulling

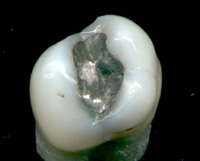
Met amalgaam gevulde kies

Een amalgaam is een legering van kwik ({\displaystyle {\ce {Hg}}}) en een of meer metalen, die meestal als metaalpoeder in het kwik zijn opgelost. Amalgaam werd in de tandheelkunde veel gebruikt voor het vullen van gaatjes in kiezen. Door de kritiek hierop, wegens de giftigheid van kwik, neemt dit gebruik af en worden meer en meer composieten en andere vervangende materialen gebruikt.

## Amalgaam in de tandheelkunde
Moderne tandheelkundige amalgamen worden uit twee componenten gemaakt: een poeder van een verbinding van tin en zilver, samen {\displaystyle {\ce {Ag_3 Sn}}} en meer dan 50% kwik, de vloeistof. Bij het mengen, het tritureren, komt het kwik in contact met de poederdeeltjes en gaan de deeltjes oplossen. Aldus ontstaat een matrix van zilver-kwik- en tin-kwikdeeltjes, met een vulstof van de niet-aangetaste zilver-tindeeltjes.
Omdat het tin-kwikmengsel, de zogenaamde γ2-fase, geen goede fysische eigenschappen heeft, het corrodeert onder andere snel en heeft een beperkte sterkte, wordt soms koper aan het poeder toegevoegd of een koper-tin-zilverlegering of zilver-koperdeeltjes aan de zilver-tindeeltjes. Men zal ook proberen het in een gaatje in de tand aangebrachte amalgaam stevig aan te duwen, zodat er zo veel mogelijk overbodig kwik wordt verwijderd. Dit heet condenseren.

### Voordelen
Amalgaam is een materiaal dat al sinds 1830 als vulmateriaal wordt gebruikt. De voordelen zijn onder meer:
- De uitzettingscoëfficiënt van amalgaam is laag, waardoor er weinig spanningen in het gebit optreden.
- Amalgaam blijft relatief lang goed zitten en is slijtvast.
- Amalgaam is het goedkoopste vulmateriaal in vergelijking met alternatieven als composiet, keramiek en goud.
- Amalgaam veroorzaakt bij patiënten maar zelden allergische reacties.[1]

### Nadelen
Bezwaren tegen het gebruik van amalgaam in de tandheelkunde zijn:
- Amalgaam hecht niet aan het dentine, dat is het tandbeen, en aan glazuur, waardoor het gaatje extra moet worden uitgeboord om de vulling mechanisch vast te zetten. De vulling krijgt dan op doorsnee een wigvorm. Zeker bij zeer grote amalgaamvullingen kunnen er zich na enige tijd breuken van de omringende glazuurwanden voordoen. Meestal zijn dit glazuurbreuken, een enkele maal ook een gecompliceerde breuk tot onder het tandvlees of tot op de zenuw.
- Amalgaam heeft een grijze kleur en wordt in het algemeen als lelijk ervaren in vergelijking met witte vullingen.
- Bij het plaatsen van de vulling en bij het uitboren ervan komt kwikdamp vrij, die gemakkelijk door de huid en het mondslijmvlies kan worden opgenomen. Het inademen van kwikdampen is zeer schadelijk. Dit is voornamelijk een risico voor de tandarts en tandartspersoneel.
- Tussen amalgaamvullingen met verschillende samenstelling in de mond kan een potentiaalverschil ontstaan en kunnen elektrische stroompjes gaan lopen. Hierdoor kunnen er metalen vrijkomen uit het amalgaam.
- Amalgaamvullingen geven dagelijks kwik af. Per dag komt gemiddeld 3 tot 7 microgram kwik vrij uit amalgaamvullingen. In extreme gevallen kan dit oplopen tot 100 microgram kwik per persoon per dag.[2] Het drinken van hete dranken, het kauwen van eten, kauwgom en dergelijke, tandenknarsen, verhogen de afgifte van kwik.

#### Kwikbelasting uit amalgaamvullingen

##### Geschiedenis
Zorgen over kwik uit amalgaamvullingen bestaan al sinds de oprichting van de American Society of Dental Surgeons in 1840. Deze organisatie werd in 1856 opgeheven omdat zij steeds meer leden verloor, vooral omdat deze werden geroyeerd vanwege het gebruik van amalgaamvullingen. De in 1859 opgerichte American Dental Association stond het gebruik van amalgaam toe.

##### Moderne tijd
De aanvaardbare dagelijkse hoeveelheid kwik is door de Wereldgezondheidsorganisatie op 43 microgram bij 70 kilogram lichaamsgewicht gesteld. Deze norm kan bij mensen met amalgaamvullingen dus worden overschreden. De meeste tandartsen zijn van mening dat de hoeveelheid kwik die vrijkomt onvoldoende is om bij patiënten schade te veroorzaken.
Verschillende belangengroepen maken zich zorgen dat het vrijkomende kwik in het lichaam wel schade veroorzaakt.
In verscheidene onderzoeken waarbij honderden kinderen met en zonder amalgaamvullingen jaren werden gevolgd, werd geen verschil gevonden in zenuwfunctie en gedrag. In een Italiaans onderzoek werd er ogenschijnlijk een relatie vastgesteld tussen de hoeveelheid kwik in vruchtwater en het aantal en het oppervlak van amalgaamvullingen van de moeder, maar was het verschil niet significant.
Over het algemeen wordt in de medische wereld aangenomen dat amalgaam veilig is. De eerder geciteerde literatuurstudie van Maths Berlin stelt dat er geen bewijs is dat meer dan 1% van de bevolking zodanig gevoelig is voor kwik dat er aantoonbare gezondheidseffecten op kunnen treden en dat daarom een effect nooit epidemiologisch kan worden aangetoond. Hier wordt ook gesteld dat er geen reden is om te geloven dat alle mensen die menen door amalgaam geschaad te zijn, inderdaad door amalgaam zijn aangedaan, maar ook dat er waarschijnlijk veel mensen zijn met bijwerkingen van amalgaam die zich hiervan niet bewust zijn.
De toepassing van amalgaam is in Noorwegen sinds 1 januari 2008 in de tandheelkunde verboden als deel van een maatregel om de kwikbelasting in het milieu te verminderen.

## Websites
- Report from the International Academy of Oral Medicine op YouTube.

## Voetnoten
1. ↑  Munksgaard EC. Toxicology versus allergy in restorative dentistry, september 1992. 6:17-21
2. ↑  Maths Berlin. Mercury in dental-filling materials - an updated risk analysis in environmental medical terms, An overview of scientific literature published in 1997–2002 and current knowledge. Verslag van een analyse van het beschikbare bewijs in opdracht van de Zweedse commissie voor tandheelkundige materialen
3. ↑  Dit betreft alle kwik. Kwik in anorganische vorm is minder giftig dan kwik in organische vorm.
4. ↑  Mutter J, Naumann J, Walach H en Daschner F. Amalgam: Eine Risikobewertung unter Berücksichtigung der neuen Literatur bis 2005 Amalgam: Eine Risikobewertung unter Berücksichtigung der neuen Literatur bis 2005, 2005. gearchiveerd
5. ↑  DeRouen TA, Martin MD, Leroux BG, Townes BD, Woods JS, Leitão J, Castro-Caldas A, Luis H, Bernardo M, Rosenbaum G, Martins IP. Neurobehavioral effects of dental amalgam in children: a randomized clinical trial, 19 april 2006. JAMA, 295(15):1784-92
6. ↑  Bellinger DC, Daniel D, Trachtenberg F, Tavares M, McKinlay S. Dental amalgam restorations and children's neuropsychological function: the New England Children's Amalgam Trial. maart 2007. Environ Health Perspect 115(3):440-6
7. ↑  Luglie PF, Campus G, Chessa G, Spano G, Capobianco G, Fadda GM, Dessole S. Effect of amalgam fillings on the mercury concentration in human amniotic fluid, februari 2005. Archives of Gynecology and Obstetrics, 271(2):138-42
8. ↑  Maths Berlin. Mercury in dental-filling materials - an updated risk analysis in environmental medical terms, An overview of scientific literature published in 1997–2002 and current knowledge. blz 24, Verslag van een analyse van het beschikbare bewijs in opdracht van de Zweedse commissie voor tandheelkundige materialen
9. ↑  Noorse overheid. Forbyr kvikksølv i produkter, 21 december 2007. Noorwegen verbiedt het gebruik van kwik.